# Podgorny (Adygeja, Rajon Maikop)
Podgorny (russisch Подгорный) ist ein Dorf (posjolok) in Südrussland. Es gehört zur Republik Adygeja und hat 109 Einwohner (Stand 2019). Im Ort gibt es nur eine Straße. Podgorny liegt 8 km südlich von Tulski (dem Verwaltungszentrum des Bezirks) auf der Straße. Schuntuk ist der nächstgelegene ländliche Ort.